# Falköpings kommun
Falköpings kommun är en kommun i Västra Götalands län, i före detta Skaraborgs län. Centralort är Falköping.
I området som utgör kommunen återfinns Västgötabergen. Kommunens berggrund utgörs bitvis av kalksten vilket bidragit till en bördig och uppodlad sedimentslätt. Jordbruket har varit en viktig näring för utvecklingen av Falbygden och har senare gett upphov till arbetstillfällen inom bland annat serviceföretag och livsmedelsindustri. 
Sedan kommunen bildades 1971 har folkmängden legat stadigt mellan cirka 31 000 och 33 000 personer. 
Från 1974 och fram till 2008 styrdes kommunen av de borgerliga partierna. Därefter har olika blocköverskridande koalitioner styrt kommunen. 

## Administrativ historik
Kommunens område motsvarar socknarna Bjurum, Bolum, Borgunda, Brismene, Broddetorp, Brunnhem, Börstig, Dala, Falköpings västra, Falköpings östra, Fivlered, Floby, Friggeråker, Grolanda, Gudhem, Gökhem, Göteve, Hornborga, Håkantorp, Hällestad, Högstena, Jäla, Karleby, Kinneved, Kälvene, Luttra, Marka, Mularp, Norra Åsarp, Näs, Segerstad, Skörstorp, Slöta, Smula, Solberga, Stenstorp, Sätuna, Södra Kyrketorp, Sörby, Tiarp, Torbjörntorp, Trävattna, Ugglum, Ullene, Valtorp, Vartofta-Åsaka, Vilske-Kleva, Vistorp, Vårkumla, Yllestad, Åsle och Östra Tunhem. I dessa socknar bildades vid kommunreformen 1862 landskommuner med motsvarande namn. Inom området fanns även Falköpings stad från medeltiden som 1863 bildade en stadskommun. Falköpings västra landskommun uppgick i Falköpings stad 1935. 
I området fanns även tre municipalsamhällen: Falköpings förstäder från 4 juli 1919 till 31 december 1934, Floby från 5 juli 1923 till 31 december 1961 och Stenstorp från 13 januari 1923 till 31 december 1958.
Vid kommunreformen 1952  bildades sju storkommuner i området runt staden: Dimbo (av de tidigare kommunerna Acklinga, Dimbo, Hångsdala, Hömb, Kungslena, Kymbo, Ottravad, Skörstorp, Suntak, Valstad, Varv, Vättak och Östra Gerum), Frökind (av Brismene, Börstig, Kinneved Luttra och Vårkumla), Gudhem (av Bolum, Bjurum, Bjärka, Broddetorp, Gudhem, Hornborga, Sätuna, Torbjörntorp, Ugglum och Östra Tunhem), Redväg (av Blidsberg, Böne, Dalum, Fivlered, Gullered, Humla, Hössna, Knätte, Kölaby, Kölingared, Liared, Norra Åsarp, Smula, Solberga, Strängsered och Timmele), Stenstorp (av Borgunda, Brunnhem, Dala, Håkantorp, Högstena, Segerstad, Stenstorp, Södra Kyrketorp och Valtorp), Vilske (av Floby, Grolanda, Hällestad, Gökhem, Göteve, Jäla, Marka, Sörby, Trävattna, Ullene och Vilske-Kleva) samt Vartofta (av Falköpings östra, Karleby, Kälvene, Mularp, Näs, Slöta, Tiarp, Vartofta-Åsaka, Vistorp, Yllestad och Åsle). Samtidigt uppgick Friggeråkers landskommun i Falköpings stad.
Falköpings kommun bildades vid kommunreformen 1971 av Falköpings stad. 1974 införlivades kommunerna Frökind, Gudhem, Stenstorp, Vilske och Vartofta, dessutom delar ur Dimbo kommun (Skörstorps församling) och Redvägs kommun (Fivlereds, Norra Åsarps, Smula och Solberga församlingar).
Kommunen ingick från bildandet till 2001 i Falköpings domsaga, ingick mellan 2001 och 2009 i Skövde domsaga och ingår från 2009 i Skaraborgs tingsrätts domsaga.
| Tabell över kommunsammanslagningarna efter 1863 | Tabell över kommunsammanslagningarna efter 1863 | Tabell över kommunsammanslagningarna efter 1863 | Tabell över kommunsammanslagningarna efter 1863 | Tabell över kommunsammanslagningarna efter 1863 | Tabell över kommunsammanslagningarna efter 1863 | Tabell över kommunsammanslagningarna efter 1863 | Tabell över kommunsammanslagningarna efter 1863 |
| --- | ----------------------------------------------- | ----------------------------------------------- | ----------------------------------------------- | ----------------------------------------------- | ----------------------------------------------- | ----------------------------------------------- | ----------------------------------------------- |
| Tabellen nedan visar kommunsammanslagningarna till nuvarande Falköpings kommun från 1863 och framåt. De mörkgråa landskommunerna var de delar av storkommunerna som gick till andra kommuner än Falköping i slutändan. Notera Smula och Åsarp som var delade på härader och län. |                                                 |                                                 |                                                 |                                                 |                                                 |                                                 |                                                 |
| Kommunsammanslagningarna till Falköpings kommun |                                                 |                                                 |                                                 |                                                 |                                                 |                                                 |                                                 |
| före reformerna | före reformerna                                 | efter reformen 1862                             | efter reformen 1862                             | efter reformen 1862                             | dito 1952                                       | dito 1971                                       | dito 1971                                       |
| -1862 | -1862                                           | 1863-91                                         | 1892-1934                                       | 1935-51                                         | 1952-1970                                       | 1971-73                                         | 1974-                                           |
| härad | socken, stad                                    | landskommun, stadskommun                        | landskommun, stadskommun                        | landskommun, stadskommun                        | "storkommun"                                    | enhetlig kommun                                 | enhetlig kommun                                 |
| Vilske | Floby sn                                        | Floby ln                                        | Floby ln                                        | Floby ln                                        | Vilske ln                                       | Vilske kn                                       |                                                 |
| Vilske | Grolanda sn                                     | Grolanda ln                                     | Grolanda ln                                     | Grolanda ln                                     | Vilske ln                                       | Vilske kn                                       |                                                 |
| Vilske | Gökhems sn                                      | Gökhems ln                                      | Gökhems ln                                      | Gökhems ln                                      | Vilske ln                                       | Vilske kn                                       |                                                 |
| Vilske | Göteve sn                                       | Göteve ln                                       | Göteve ln                                       | Göteve ln                                       | Vilske ln                                       | Vilske kn                                       |                                                 |
| Vilske | Jäla sn                                         | Jäla ln                                         | Jäla ln                                         | Jäla ln                                         | Vilske ln                                       | Vilske kn                                       |                                                 |
| Vilske | Kleva sn                                        | Kleva ln (Vilske-Kleva 1886-)                   | Kleva ln (Vilske-Kleva 1886-)                   | Kleva ln (Vilske-Kleva 1886-)                   | Vilske ln                                       | Vilske kn                                       |                                                 |
| Vilske | Marka sn                                        | Marka ln                                        | Marka ln                                        | Marka ln                                        | Vilske ln                                       | Vilske kn                                       |                                                 |
| Vilske | Sörby sn                                        | Sörby ln                                        | Sörby ln                                        | Sörby ln                                        | Vilske ln                                       | Vilske kn                                       |                                                 |
| Vilske | Trävattna sn                                    | Trävattna ln                                    | Trävattna ln                                    | Trävattna ln                                    | Vilske ln                                       | Vilske kn                                       |                                                 |
| Vilske | Ullene sn                                       | Ullene ln                                       | Ullene ln                                       | Ullene ln                                       | Vilske ln                                       | Vilske kn                                       |                                                 |
| Gäsene | Hällestads sn                                   | Hällestads ln                                   | Hällestads ln                                   | Hällestads ln                                   | Vilske ln                                       | Vilske kn                                       |                                                 |
| – | Falköpings stad                                 | Falköpings stad                                 | Falköpings stad                                 |                                                 |                                                 |                                                 | Falköpings kn                                   |
| Gudhem | Falköpings västra sn                            | Falköpings västra ln                            | Falköpings västra ln                            |                                                 |                                                 |                                                 | Falköpings kn                                   |
| Gudhem | Friggeråkers sn                                 | Friggeråkers ln                                 | Friggeråkers ln                                 | Friggeråkers ln                                 |                                                 |                                                 | Falköpings kn                                   |
| Gudhem | Borgunda sn                                     | Borgunda ln                                     | Borgunda ln                                     | Borgunda ln                                     | Stenstorps ln                                   | Stenstorps kn                                   |                                                 |
| Gudhem | Brunnhems sn                                    | Brunnhems ln                                    | Brunnhems ln                                    | Brunnhems ln                                    | Stenstorps ln                                   | Stenstorps kn                                   |                                                 |
| Gudhem | Dala sn                                         | Dala ln                                         | Dala ln                                         | Dala ln                                         | Stenstorps ln                                   | Stenstorps kn                                   |                                                 |
| Gudhem | Håkantorps sn                                   | Håkantorps ln                                   | Håkantorps ln                                   | Håkantorps ln                                   | Stenstorps ln                                   | Stenstorps kn                                   |                                                 |
| Gudhem | Högstena sn                                     | Högstena ln                                     | Högstena ln                                     | Högstena ln                                     | Stenstorps ln                                   | Stenstorps kn                                   |                                                 |
| Gudhem | Kyrketorps sn                                   | Kyrketorps ln (Södra Kyrketorp 1886-)           | Kyrketorps ln (Södra Kyrketorp 1886-)           | Kyrketorps ln (Södra Kyrketorp 1886-)           | Stenstorps ln                                   | Stenstorps kn                                   |                                                 |
| Gudhem | Segerstads sn                                   | Segerstads ln                                   | Segerstads ln                                   | Segerstads ln                                   | Stenstorps ln                                   | Stenstorps kn                                   |                                                 |
| Gudhem | Stenstorps sn                                   | Stenstorps ln                                   | Stenstorps ln                                   | Stenstorps ln                                   | Stenstorps ln                                   | Stenstorps kn                                   |                                                 |
| Gudhem | Valtorps sn                                     | Valtorps ln                                     | Valtorps ln                                     | Valtorps ln                                     | Stenstorps ln                                   | Stenstorps kn                                   |                                                 |
| Gudhem | Bjurums sn                                      | Bjurums ln                                      | Bjurums ln                                      | Bjurums ln                                      | Gudhems ln                                      |                                                 |                                                 |
| Gudhem | Broddetorps sn                                  | Broddetorps ln                                  | Broddetorps ln                                  | Broddetorps ln                                  | Gudhems ln                                      |                                                 |                                                 |
| Gudhem | Gudhems sn                                      | Gudhems ln                                      | Gudhems ln                                      | Gudhems ln                                      | Gudhems ln                                      |                                                 |                                                 |
| Gudhem | Hornborga sn                                    | Hornborga ln                                    | Hornborga ln                                    | Hornborga ln                                    | Gudhems ln                                      |                                                 |                                                 |
| Gudhem | Sätuna sn                                       | Sätuna ln                                       | Sätuna ln                                       | Sätuna ln                                       | Gudhems ln                                      | Gudhems kn                                      |                                                 |
| Gudhem | Torbjörntorps sn                                | Torbjörntorps ln                                | Torbjörntorps ln                                | Torbjörntorps ln                                | Gudhems ln                                      | Gudhems kn                                      |                                                 |
| Gudhem | Ugglums sn                                      | Ugglums ln                                      | Ugglums ln                                      | Ugglums ln                                      | Gudhems ln                                      | Gudhems kn                                      |                                                 |
| Gudhem | Tunhems sn                                      | Tunhems ln (Östra Tunhem 1886-)                 | Tunhems ln (Östra Tunhem 1886-)                 | Tunhems ln (Östra Tunhem 1886-)                 | Gudhems ln                                      | Gudhems kn                                      |                                                 |
| Gudhem | Bjärka sn                                       | Bjärka ln                                       | Bjärka ln                                       | Bjärka ln                                       | Gudhems ln                                      | Skara kn                                        | Skara kn                                        |
| Valle | Bolums sn                                       | Bolums ln                                       | Bolums ln                                       | Bolums ln                                       | Gudhems ln                                      | Gudhems kn                                      | Falköpings kn                                   |
| Redväg | 12 socknar                                      | 12 landskommuner                                | 12 landskommuner                                | 12 landskommuner                                | Redvägs ln                                      | Redvägs kn                                      | Ulricehamns kn                                  |
| Redväg | Fivlereds sn                                    | Fivlereds ln                                    | Fivlereds ln                                    | Fivlereds ln                                    | Redvägs ln                                      | Redvägs kn                                      | Falköpings kn                                   |
| Redväg | Solberga sn                                     | Solberga ln                                     | Solberga ln                                     | Solberga ln                                     | Redvägs ln                                      | Redvägs kn                                      | Falköpings kn                                   |
| Redväg | Smula sn                                        | Smula ln                                        |                                                 |                                                 | Redvägs ln                                      | Redvägs kn                                      | Falköpings kn                                   |
| Frökind | Smula sn                                        | Smula ln                                        |                                                 |                                                 | Redvägs ln                                      | Redvägs kn                                      | Falköpings kn                                   |
| Redväg | Åsarps sn                                       | Norra Åsarps ln                                 |                                                 |                                                 | Redvägs ln                                      | Redvägs kn                                      | Falköpings kn                                   |
| Frökind | Åsarps sn                                       | Norra Åsarps ln                                 |                                                 |                                                 | Redvägs ln                                      | Redvägs kn                                      | Falköpings kn                                   |
| Frökind | Brismene sn                                     | Brismene ln                                     | Brismene ln                                     | Brismene ln                                     | Frökinds ln                                     | Frökinds kn                                     | Falköpings kn                                   |
| Frökind | Börstigs sn                                     | Börstigs ln                                     | Börstigs ln                                     | Börstigs ln                                     | Frökinds ln                                     | Frökinds kn                                     | Falköpings kn                                   |
| Frökind | Kinneveds sn                                    | Kinneveds ln                                    | Kinneveds ln                                    | Kinneveds ln                                    | Frökinds ln                                     | Frökinds kn                                     | Falköpings kn                                   |
| Frökind | Vårkumla sn                                     | Vårkumla ln                                     | Vårkumla ln                                     | Vårkumla ln                                     | Frökinds ln                                     | Frökinds kn                                     | Falköpings kn                                   |
| Vartofta | Luttra sn                                       | Luttra ln                                       | Luttra ln                                       | Luttra ln                                       | Frökinds ln                                     | Frökinds kn                                     | Falköpings kn                                   |
| Vartofta | Falköpings östra sn                             | Falköpings östra ln                             | Falköpings östra ln                             | Falköpings östra ln                             | Vartofta ln                                     | Vartofta kn                                     | Falköpings kn                                   |
| Vartofta | Karleby sn                                      | Karleby ln                                      | Karleby ln                                      | Karleby ln                                      | Vartofta ln                                     | Vartofta kn                                     | Falköpings kn                                   |
| Vartofta | Kälvene sn                                      | Kälvene ln                                      | Kälvene ln                                      | Kälvene ln                                      | Vartofta ln                                     | Vartofta kn                                     | Falköpings kn                                   |
| Vartofta | Mularps sn                                      | Mularps ln                                      | Mularps ln                                      | Mularps ln                                      | Vartofta ln                                     | Vartofta kn                                     | Falköpings kn                                   |
| Vartofta | Näs sn                                          | Näs ln                                          | Näs ln                                          | Näs ln                                          | Vartofta ln                                     | Vartofta kn                                     | Falköpings kn                                   |
| Vartofta | Slöta sn                                        | Slöta ln                                        | Slöta ln                                        | Slöta ln                                        | Vartofta ln                                     | Vartofta kn                                     | Falköpings kn                                   |
| Vartofta | Tiarps sn                                       | Tiarps ln                                       | Tiarps ln                                       | Tiarps ln                                       | Vartofta ln                                     | Vartofta kn                                     | Falköpings kn                                   |
| Vartofta | Vistorps sn                                     | Vistorps ln                                     | Vistorps ln                                     | Vistorps ln                                     | Vartofta ln                                     | Vartofta kn                                     | Falköpings kn                                   |
| Vartofta | Yllestads sn                                    | Yllestads ln                                    | Yllestads ln                                    | Yllestads ln                                    | Vartofta ln                                     | Vartofta kn                                     | Falköpings kn                                   |
| Vartofta | Åsaka sn                                        | Åsaka ln (Vartofta-Åsaka 1886-)                 | Åsaka ln (Vartofta-Åsaka 1886-)                 | Åsaka ln (Vartofta-Åsaka 1886-)                 | Vartofta ln                                     | Vartofta kn                                     | Falköpings kn                                   |
| Vartofta | Åsle sn                                         | Åsle ln                                         | Åsle ln                                         | Åsle ln                                         | Vartofta ln                                     | Vartofta kn                                     | Falköpings kn                                   |
| Vartofta | Skörstorps sn                                   | Skörstorps ln                                   | Skörstorps ln                                   | Skörstorps ln                                   | Dimbo ln                                        | Dimbo kn                                        | Falköpings kn                                   |
| Vartofta | 11 socknar                                      | 11 landskommuner                                | 11 landskommuner                                | 11 landskommuner                                | Dimbo ln                                        | Dimbo kn                                        | Tidaholms kn                                    |

## Geografi
Kommunen är belägen i östra delen av landskapet Västergötland. Ån Lidan rinner genom kommunens sydvästra delar från söder i en krök mot väster. Kommunen gränsar i nordväst till Vara kommun och Skara kommun, i nordöst till Skövde kommun och i öster till Tidaholms kommun, alla i före detta Skaraborgs län. I sydöst gränsar kommunen till Mullsjö kommun i Jönköpings län (också tidigare Skaraborgs län), i söder till Ulricehamns kommun och i väster till Herrljunga kommun, båda i före detta Älvsborgs län.

### Topografi och hydrografi
Området som utgör Falköpings kommun vilar  på en berggrund av nederoderat urberg. På denna återfinns Västgötabergen som är rester av senare bildad sedimentberggrund. Som exempel på berg i området kan nämnas Mösseberg, Ålleberg, Gerumsberget, Varvsberget, Plantaberget samt en del av Billingen. Dessa berg är uppbyggda av horisontella lager av sandsten, alunskiffer och   kalksten. Ovanpå finns lerskiffer och på toppen ett lager med hårdare vulkaniskt bildad diabas. Lagren av kalksten har bidragit till en bördig och uppodlad sedimentslätt. Slätten är helt under högsta kustlinjen. Större områden med skogsmark finns primärt i den södra delen av kommunen där sedimenten är grövre, på bergen och på bergssidorna.
Många av landskapets former kan härledas till isavsmältningen. Som exempel kan nämnas smältvattenrännorna i anslutning till Billingen och vid Plantaberget. Ett annat exempel är isälvsdeltat Rännefalan öster om Ålleberg. Även åsar och kullar har präglats av isavsmältningen då dessa utgörs av morän- och isälvsmaterial som avsatts under denna tid. 
På flera håll i kommunen, i synnerhet söder om bergen, finns moränryggar. I sydväst finns ett antal delvis utdikade våtmarker och i nordväst ligger en del av Hornborgasjön.
Nedan presenteras andelen av den totala ytan 2020 i kommunen jämfört med riket.
|  | Bebyggelse (5,5 %) |

|  | Skog (42,0 %) |

|  | Öppen myrmark (3,1 %) |

|  | Jordbruksmark (44,1 %) |

|  | Övrig mark (5,3 %) |

|  | Bebyggelse (3,1 %) |

|  | Skog (68,0 %) |

|  | Öppen myrmark (7,2 %) |

|  | Jordbruksmark (7,4 %) |

|  | Övrig mark (14,3 %) |

### Naturskydd
År 2023 fanns 41 naturreservat i Falköpings kommun. Som exempel kan nämnas reservatet Hornborgasjön, ett reservat bildat 1997. Området är 4 000 hektar och inkluderar en av Europas viktigaste fågelsjöar. Hornborgasjön är främst förknippad med tranor. Ett annat exempel är Bolum Heljesgården som ursprungligen var ett naturminne men som 2011 blev ett naturreservat. Området skänktes 1961 av Ernst Biljer till Skaraborgs läns naturskyddsförening. På den betade kullen växer arter som jungfrulin, trollsmultron, backsippa och sötvedel.

### Administrativ indelning
Fram till 2016 var kommunen för befolkningsrapportering indelad i 12 församlingar:

- Dala-Borgunda-Högstena församling
- Falköpings församling
- Floby församling
- Gudhems församling
- Hornborga församling
- Kinneveds församling
- Mössebergs församling
- Slöta-Karleby församling
- Stenstorps församling
- Yllestads församling
- Åsarps församling
- Åslebygdens församling

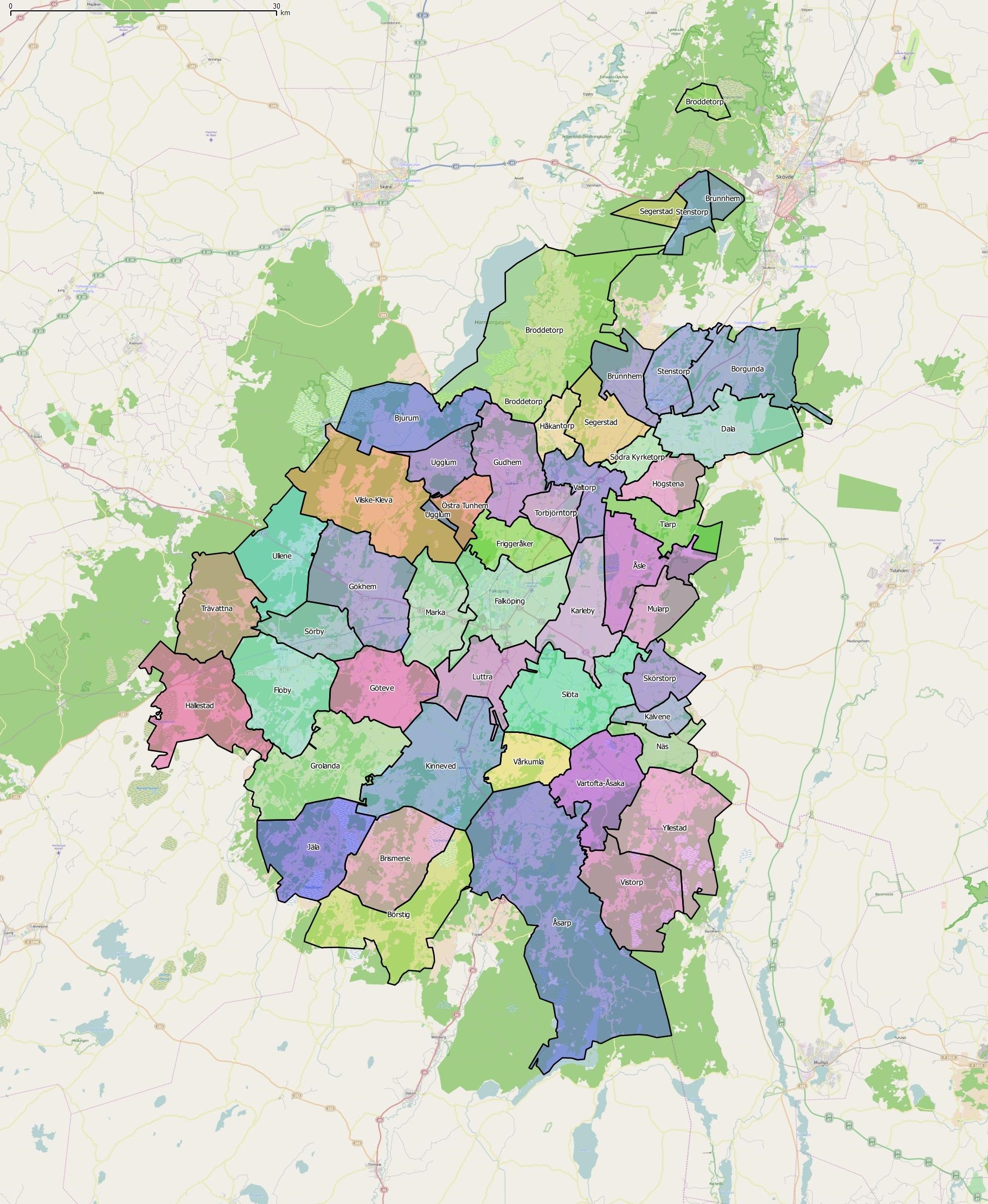
Distrikt inom Falköpings kommun

Från 2016 indelas kommunen istället i följande distrikt:

- Bjurum
- Borgunda
- Brismene
- Broddetorp
- Brunnhem
- Börstig
- Dala
- Falköping
- Floby
- Friggeråker
- Grolanda
- Gudhem
- Gökhem
- Göteve
- Håkantorp
- Hällestad
- Högstena
- Jäla
- Karleby
- Kinneved
- Kälvene
- Luttra
- Marka
- Mularp
- Näs
- Segerstad
- Skörstorp
- Slöta
- Stenstorp
- Södra Kyrketorp
- Sörby
- Tiarp
- Torbjörntorp
- Trävattna
- Ugglum
- Ullene
- Valtorp
- Vartofta-Åsaka
- Vilske-Kleva
- Vistorp
- Vårkumla
- Yllestad
- Åsarp
- Åsle
- Östra Tunhem

### Tätorter
I tabellen presenteras tätorterna i storleksordning per 31 dec 2015. Centralorten är i fet stil.
| Nr | Tätort       | Befolkning |
| -- | ------------ | ---------- |
| 1  | Falköping    | 17 170     |
| 2  | Stenstorp    | 1 823      |
| 3  | Floby        | 1 562      |
| 4  | Kinnarp      | 962        |
| 5  | Åsarp        | 609        |
| 6  | Vartofta     | 529        |
| 7  | Torbjörntorp | 466        |
| 8  | Gudhem       | 429        |
| 9  | Odensberg    | 290        |
| 10 | Kättilstorp  | 231        |

## Styre och politik

### Styre
Från kommunsammanslagningen 1974 och fram till valet 2006 styrdes Falköpings kommun av de borgerliga partierna i majoritet. Valet 2006 resulterade i att Sverigedemokraterna (SD) kom in med två mandat i kommunfullmäktige och fick rollen som vågmästare. Eftersom både de borgerliga och de röd-gröna blocken klargjorde att ett samarbete med SD var uteslutet blev den politiska styrningen osäker. Det borgerliga blocket försökte till en början styra kommunen i minoritet, men detta sprack och den 1 oktober 2008 bildades en ny blocköverskridande majoritet bestående av Centerpartiet, Socialdemokraterna och Kristdemokraterna.
Efter valet 2010 stod det klart att de borgerliga partierna tillsammans återigen kunde få majoritet i kommunfullmäktige. Trots det valde den blocköverskridande majoriteten som bildades i oktober 2008 att fortsätta sitt samarbete. Detta fortgick till maj 2019 då kommunstyrelsens dåvarande socialdemokratiska ordförande avgick och de styrande partierna kom inte överens om en ny kandidat. En ny majoritet bildades då bestående av de borgerliga partierna samt Miljöpartiet och Vänsterpartiet vilka styr kommunen från juli 2019.
Falköpings kommun styrs sedan 2019 av en blocköverskridande majoritet bestående av Moderaterna, Centerpartiet, Kristdemokraterna, Vänsterpartiet, Liberalerna och Miljöpartiet de gröna.
| År        | Partier | Partier | Partier | Partier | Partier | Partier |
| --------- | ------- | ------- | ------- | ------- | ------- | ------- |
| 1974–2008 | M       | C       | KD      | FP      |         |         |
| 2008–2010 | S       | C       | KD      |         |         |         |
| 2010–2014 | S       | C       | KD      |         |         |         |
| 2014–2018 | S       | C       | KD      |         |         |         |
| 2018–2019 | S       | C       | KD      |         |         |         |
| 2019–2022 | M       | C       | KD      | V       | L       | MP      |
| 2022–     | M       | C       | KD      | V       | L       | MP      |

### Kommunfullmäktige

#### Presidium
| Presidium 2022–2026    | Presidium 2022–2026 | Presidium 2022–2026 |
| ---------------------- | ------------------- | ------------------- |
| Ordförande             | KD                  | Dan Hovskär         |
| Förste vice ordförande | M                   | Anders Winlöf       |
| Andre vice ordförande  | S                   | Henrik Brolin       |

#### Mandatfördelning 1970–2022
|  | 16 | 8 | 6 |  | 4 |

| 31 | 5 |

|  | 15 | 19 | 5 | 2 | 7 |

| 42 | 7 |

|  | 15 | 19 | 5 | 2 | 7 |

| 41 | 8 |

|  | 17 | 16 | 4 |  | 10 |

| 37 | 14 |

|  | 19 | 14 | 3 |  | 11 |

| 39 | 12 |

|  | 18 |  | 12 | 6 |  | 10 |

| 38 | 13 |

|  | 19 | 3 | 13 | 4 |  | 8 |

| 33 | 18 |

| 4 | 13 |  |  | 8 | 3 | 4 | 15 |

| 34 | 17 |

| 4 | 17 | 4 | 10 |  |  | 12 |

| 29 | 22 |

| 5 | 17 |  | 8 |  | 7 | 10 |

| 29 | 22 |

| 4 | 18 |  | 8 | 4 | 6 | 9 |

| 30 | 21 |

|  | 20 |  |  | 8 |  | 6 | 9 |

| 27 | 24 |

|  | 17 |  | 4 | 6 |  | 4 | 14 |

| 26 | 25 |

|  | 17 |  | 10 | 6 |  | 4 | 8 |

| 25 | 26 |

| 3 | 16 |  | 9 | 7 |  | 5 | 8 |

| 26 | 25 |

| 3 | 16 |  | 10 | 5 |  | 4 | 11 |

| 32 | 19 |

### Nämnder

#### Kommunstyrelse
| Presidium 2022–2026    | Presidium 2022–2026 | Presidium 2022–2026 |
| ---------------------- | ------------------- | ------------------- |
| Ordförande             | M                   | Adam Johansson      |
| Förste vice ordförande | C                   | Karola Svensson     |
| Andre vice ordförande  | S                   | Johanna Svensson    |

#### Lista över kommunstyrelsens ordförande
| Namn | Namn             | Från | Till | Politisk tillhörighet |
| ---- | ---------------- | ---- | ---- | --------------------- |
|      | Erik Andersson   | 1974 | 1985 | Centerpartiet         |
|      | Kjell Gustafsson | 1985 | 1991 | Centerpartiet         |
|      | Lars Elinderson  | 1991 | 1998 | Moderaterna           |
|      | Stina Linnarsson | 1998 | 2002 | Moderaterna           |
|      | Ulf Eriksson     | 2002 | 2014 | Centerpartiet         |
|      | Conny Johansson  | 2014 | 2017 | Socialdemokraterna    |
|      | Dan Gabrielsson  | 2017 | 2019 | Socialdemokraterna    |
|      | Adam Johansson   | 2019 |      | Moderaterna           |

#### Övriga nämnder
Nämnden för Samhällsskydd Mellersta Skaraborg är gemensam med Götene kommun, Skara kommun och Tidaholms kommun.
| Nämnder                          | Ordförande | Ordförande      | Vice ordförande | Vice ordförande         | Andre vice ordförande | Andre vice ordförande |
| -------------------------------- | ---------- | --------------- | --------------- | ----------------------- | --------------------- | --------------------- |
| Barn- och utbildningsnämnden     | C          | Sofia Thuvesson | M               | Lena Sjödahl            | S                     | Freddy Neüman         |
| Byggnadsnämnden                  | KD         | Sam Jubrant     | M               | Joel Linnarsson Jansson | S                     | Corry Thuresson       |
| Kompetens- och arbetslivsnämnden | M          | Sture Olsson    | KD              | Göran Gynnemo           | S                     | Niclas Hillestrand    |
| Krisledningsnämnden              | M          | Adam Johansson  | C               | Karola Svensson         | S                     | Johanna Svensson      |
| Kultur- och fritidsnämnden       | MP         | Anders Blom     | M               | Anders Winlöf           | S                     | Heléne Svensson       |
| Socialnämnden                    | M          | Sören Rafstedt  | L               | Dag Högrell             | S                     | Ingvor Bergman        |
| Valnämnden                       | S          | Lisbeth Ek      | M               | Anders Winlöf           |                       |                       |

Källa:

### Valresultat 2022
| Parti                            | Valdistrikt       | Valdistrikt | Kommun  |
| Parti                            | Starkaste         | Andel       | Andel   |
| -------------------------------- | ----------------- | ----------- | ------- |
| S                                | Dotorp-Tåstorp    | 44,67 %     | 29,87 % |
| M                                | Bestorp-Mösseberg | 30,22 %     | 22,15 % |
| SD                               | Floby             | 28,76 %     | 20,21 % |
| C                                | Vartofta          | 14,69 %     | 9,14 %  |
| KD                               | Åsarp-Kättilstorp | 14,73 %     | 7,16 %  |
| V                                | Odensberg         | 8,20 %      | 5,81 %  |
| L                                | Stenstorp         | 7,22 %      | 2,72 %  |
| MP                               | Bestorp-Mösseberg | 2,07 %      | 2,52 %  |
| PNy                              | Bergsliden        | 1,31 %      | 0,17 %  |
| Data hämtat från Valmyndigheten. |                   |             |         |

Exklusive uppsamlingsdistrikt. Partier som fått mer än en procent av rösterna i minst ett valdistrikt redovisas.

### Vänorter
År 2007 hade Falköping fem vänorter:
- Kumo (Kokemäki på finska) i Finland sedan 1947.
- Mariagerfjord i Danmark sedan 1949.
- Lier i Norge sedan 1951.
- Sigulda i Lettland sedan 1991.
- Fontanellato i Italien sedan 2004.

Falköping var också som första kommun i Sverige med i det internationella nätverket Cittaslow.

## Ekonomi och infrastruktur

### Näringsliv
Jordbruket har varit en viktig näring för utvecklingen av Falbygden och har senare gett upphov till arbetstillfällen inom bland annat serviceföretag och livsmedelsindustri. I början av 2020-talet stod tillverkningsindustrin för omkring en femtedel av den totala sysselsättningen i Falköpings kommun, primärt inom branscherna verkstads-, trä- och tekoindustri. Inom verkstadsindustrin märks företag som Amtek Components Sweden AB som tillverkar  skivbromsar, bromstrummor, nav och drivaxlar   och Leax Arkivator AB (systemleverantör). Träindustrin domineras av kontorsmöbelföretaget Kinnarps AB och möbelföretaget Gyllensvaans Möbler AB.

### Infrastruktur

#### Transporter
Från nordväst mot sydöst genomkorsas kommunen av riksväg 47 och från nordöst mot sydväst av riksväg 46, varifrån riksväg 26 tar av mot söder i kommunens nordöstra hörn och länsväg 184 mot norr. Från nordöst mot sydväst genomkorsas kommunen även av Västra stambanan varifrån Jönköpingsbanan ansluter mot sydöst i Falköping. Västra stambanan trafikeras av SJ:s fjärrtåg samt regiontågen Västtågen som förutom vid Falköping även stannar vid Stenstorp och Floby. Västtågen trafikerar även Jönköpingsbanan.

## Befolkning

### Demografi

#### Befolkningsutveckling
Kommunen har 32 806 invånare (31 december 2024), vilket placerar den på 80:e plats avseende folkmängd bland Sveriges kommuner. 
| Befolkningsutvecklingen i Falköpings kommun 1810–2020 | Befolkningsutvecklingen i Falköpings kommun 1810–2020 | Befolkningsutvecklingen i Falköpings kommun 1810–2020 | Befolkningsutvecklingen i Falköpings kommun 1810–2020 | Befolkningsutvecklingen i Falköpings kommun 1810–2020 |
| ----------------------------------------------------- | ----------------------------------------------------- | ----------------------------------------------------- | ----------------------------------------------------- | ----------------------------------------------------- |
|                                                       |                                                       |                                                       |                                                       |                                                       |
| År                                                    |                                                       |                                                       | Folkmängd                                             |                                                       |
| 1810                                                  | 1810                                                  |                                                       | 19 217                                                |                                                       |
| 1850                                                  | 1850                                                  |                                                       | 26 495                                                |                                                       |
| 1900                                                  | 1900                                                  |                                                       | 31 305                                                |                                                       |
| 1950                                                  | 1950                                                  |                                                       | 31 655                                                |                                                       |
| 1970                                                  | 1970                                                  |                                                       | 32 643                                                |                                                       |
| 1975                                                  | 1975                                                  |                                                       | 32 513                                                |                                                       |
| 1980                                                  | 1980                                                  |                                                       | 31 875                                                |                                                       |
| 1985                                                  | 1985                                                  |                                                       | 31 448                                                |                                                       |
| 1990                                                  | 1990                                                  |                                                       | 31 994                                                |                                                       |
| 1995                                                  | 1995                                                  |                                                       | 32 001                                                |                                                       |
| 2000                                                  | 2000                                                  |                                                       | 31 007                                                |                                                       |
| 2005                                                  | 2005                                                  |                                                       | 31 185                                                |                                                       |
| 2010                                                  | 2010                                                  |                                                       | 31 513                                                |                                                       |
| 2015                                                  | 2015                                                  |                                                       | 32 511                                                |                                                       |
| 2020                                                  | 2020                                                  |                                                       | 33 238                                                |                                                       |

## Kultur

### Kulturarv

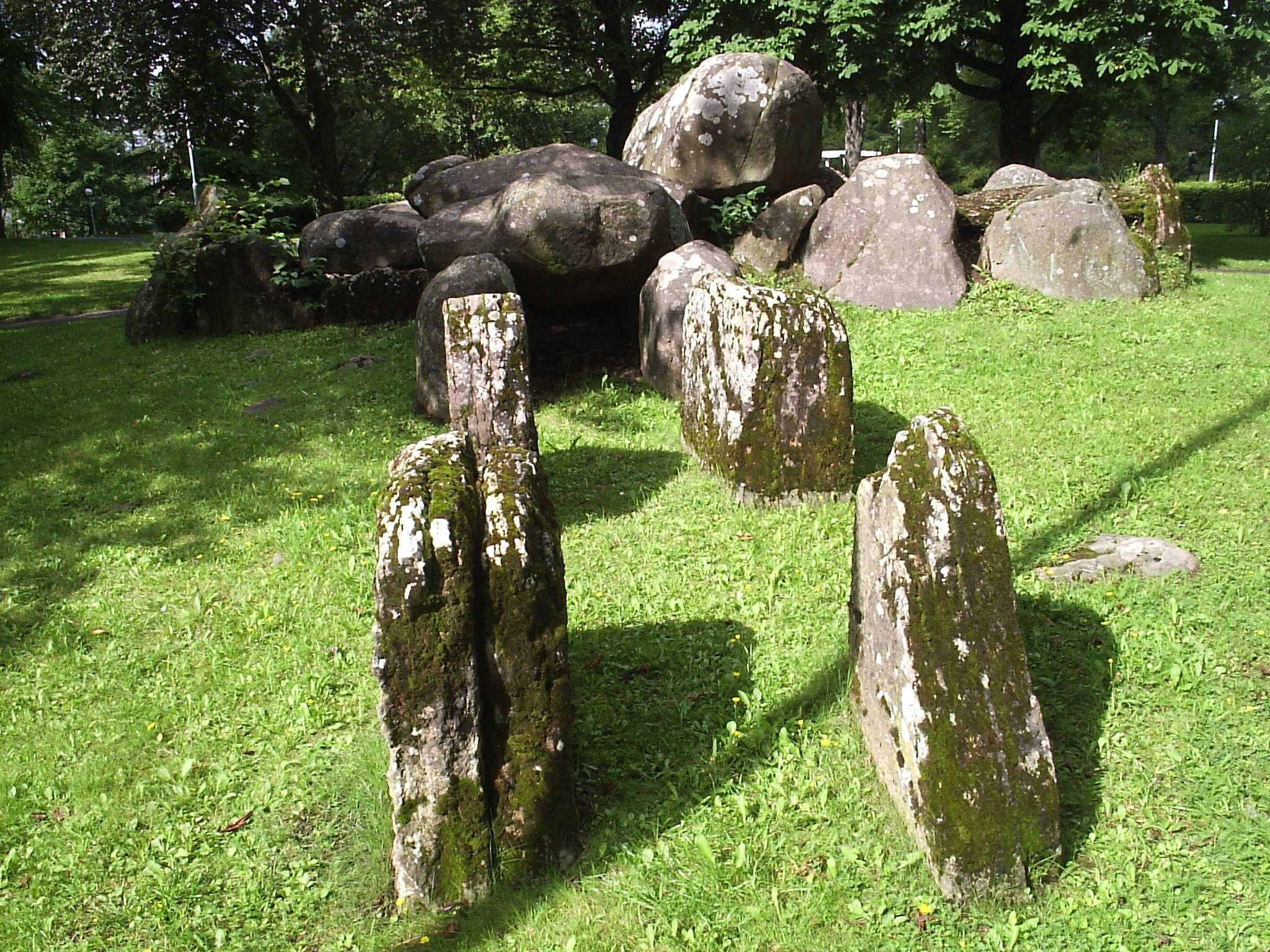
Gånggriften Kyrkerör i Falköping.

Falköpings kommun är känt för bland annat sina många och väl bevarade gravplatser, gånggrifter, från stenåldern. Det finns tre dösar och ungefär 200 gånggrifter, varav hälften är någorlunda väl bevarade, i Falköping med omnejd. Vid sjön Hornborgasjön, som varje år lockar tusentals tranor som kommer ifrån Tyskland för att rasta, har arkeologer funnit en av Sveriges äldsta begravda varelser. En ungefär 9 300 år gammal hund, rituellt begravd, har hittats vid en bosättning. Falköpings kommun hyser även flera väl bevarade runstenar och kyrkor, exempelvis 1100-talskyrkorna S:t Olofs kyrka, Gökhems kyrka, Kinneveds kyrka och Valtorps kyrka. I kommunen finns också ruinerna efter Gudhems kloster, som även det är från 1100-talet.
Ett i Sverige unikt fynd gjordes 1827 vid Ålleberg, då två män var ute på jakt efter en lämplig sten att använda som spishäll. När de väl hittat den perfekta stenen fann de något än mer värdefullt under den, en guldkrage av aldrig tidigare skådad art. Den kom att kallas Ållebergskragen och vägde nästan 6,5 hektogram och visade sig vara tillverkad under folkvandringstiden ca 450 e.Kr. Kragen finns numera på Statens historiska museum i Stockholm, men en ytterst god kopia finns att beskåda på Falbygdens museum. Guldhalskragen representerar ett så skickligt guldsmedsarbete att det inte kan överträffas ens med moderna metoder. Från ungefär samma tid är fornborgen på Mösseberg, en av landets största, och kunghögen i Gökhem.

### Kommunvapen
Blasonering: I fält av silver tre röda torn med spetsig huv, bjälkvis ordnade.
Förebilden till vapnet är ett sigill från 1400-talet. Det skapades av dåvarande Riksheraldikerämbetet och kunde fastställas för Falköpings stad av Kungl Maj:t år 1940. Vapnet registrerades hos PRV för den nya kommunen år 1978.
Även Gudhems, Frökinds och Vilske kommuner hade vapen vars giltighet upphörde 1974 i samband med sammanläggningen med Falköping.

Falköpings stad (–1970) Falköpings kommun (1971–1973)
Frökinds landskommun (1955–1970) Frökinds kommun (1971–1973)
Dimbo landskommun (1956–1970) Dimbo kommun (1971–1973)